# 櫻谷文庫
公益財団法人櫻谷文庫（おうこくぶんこ）は京都市北区にあり、明治時代末から昭和時代前期に活躍した日本画家木島桜谷（木島櫻谷、1877年-1938年）の旧居・画室と作品・遺品、ならびに桜谷の収集品の保存管理と公開、加えて美術研究者と芸術家支援を目的として昭和15年（1940年）3月25日に設立された。平成25年（2013年）公益財団法人櫻谷文庫として認可を受けている。所在地は戦前「絵描き村」と称された京都・衣笠等持院。
和館・洋館・画室の3棟は、平成19年（2007年）に「櫻谷文庫（旧木島櫻谷家住宅）」として国の登録有形文化財（建物）に登録されているほか、平成29年（2017年）に「櫻谷文庫（旧木島櫻谷家住宅）」として京都市指定有形文化財に指定されている。

## 概要
明治まで衣笠村は京都近郊の田園地帯で、周囲には植木屋が軒を連ねていたという。現在も小松原、等持院周辺には造園業者が幾つも並んでいる。開発が進んだのは、明治末に藤村岩次郎によって住宅地「衣笠園」の造成がひとつの契機となった。これにより利便性が高まりつつも未だに田園風景が残るこの地に注目したのが京都の日本画家たちであった。それまでは四条派という言葉通り、洛中に居を構えることが多かった画家たちが、自然環境に恵まれ眺望に恵まれた衣笠村に移り住んだ事実は、近代の日本画家が求める表現、或いは日本画家に求められた職能の変化を物語っている。「絵描き村」（衣笠等持院）に居住した画家は、土田麦僊、金島桂華、山口華楊、村上華岳、菊池芳文、堂本印象、西村五雲、小野竹喬、宇田荻邨、福田平八郎、徳岡神泉、黒田重太郎らで、他に映画監督の牧野省三や、志賀直哉も一時住んだことで知られる。衣笠に移り住んだ画家たちは京都画壇に新風を送り込んでおり、その先鞭をつけた木島櫻谷邸は絵描き村としての衣笠の地を象徴する建物と言える。
桜谷は大正元年9月に土地を買得し、建物は翌年から大正3年にかけて順次建設された。昭和13年に桜谷が死去した後、15年に財団法人櫻谷文庫が設立され、土地と建物は同財団に寄付された。戦後、画室は幼稚園として利用され、その後は府立図書館上京分館としても利用された。離れや洋館に繋がる平屋は順次取り壊され、画室の南にあった池も埋め立てられ、現在はテニスコート、菜園、弓道場となっている。現在は土地及び主屋を洛星中学校・高等学校に無償貸与し、同学園によって学校教育に使用されている。

## 建造物の概要

### 和館
- 竣工 - 大正2年（1913年）

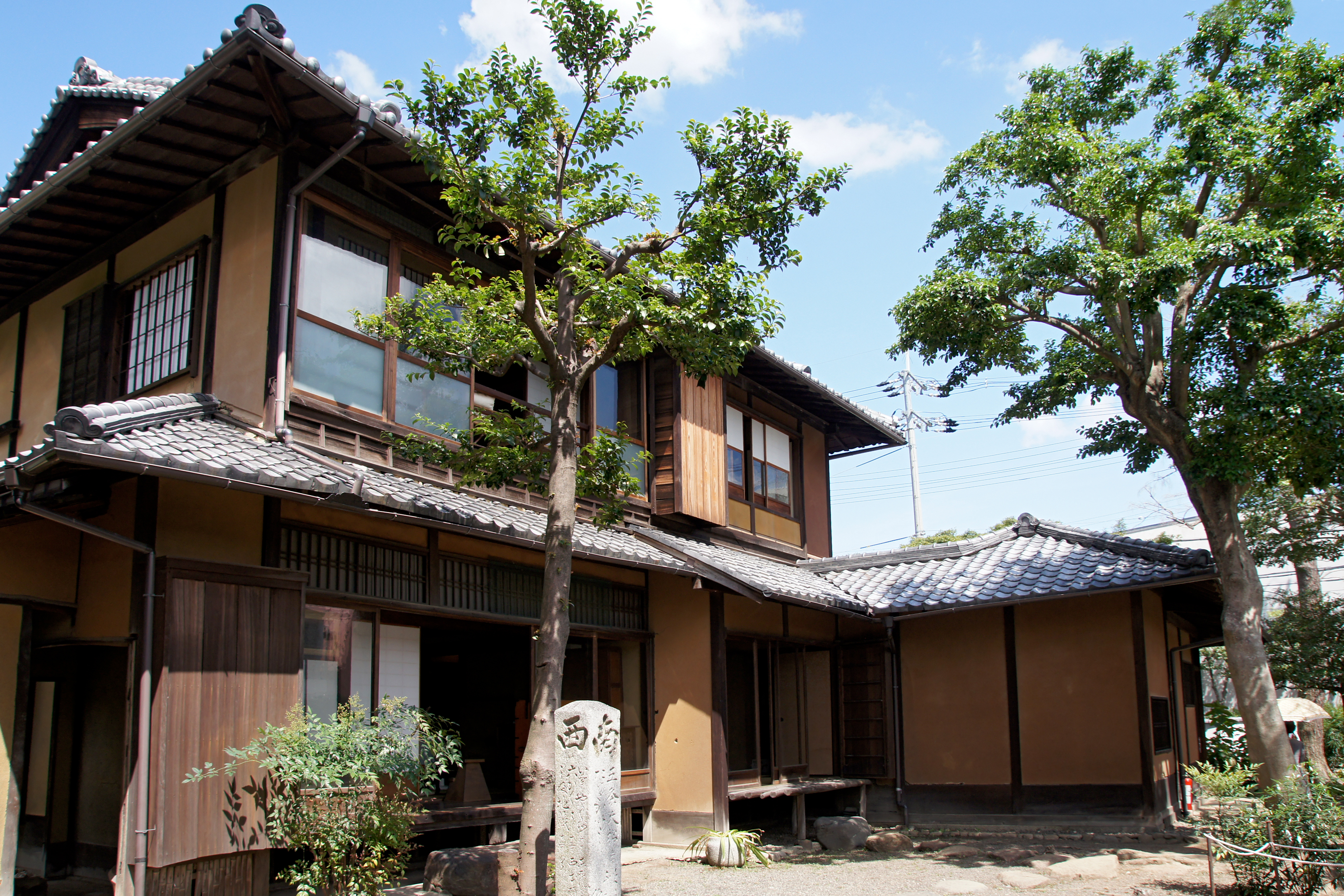
和館

- 構造 - 木造2階建、桁行9間半，梁間5間、入母屋造、瓦葺
- 建築面積 - 195平方メートル
- 所在地 - 京都府京都市北区等持院東町56-1
- 所有者 - 特例財団法人櫻谷文庫
- 文化財登録年月日 - 国の登録有形文化財（建造物2007年05月15日登録）

### 洋館
- 竣工 - 大正2年（1913年）

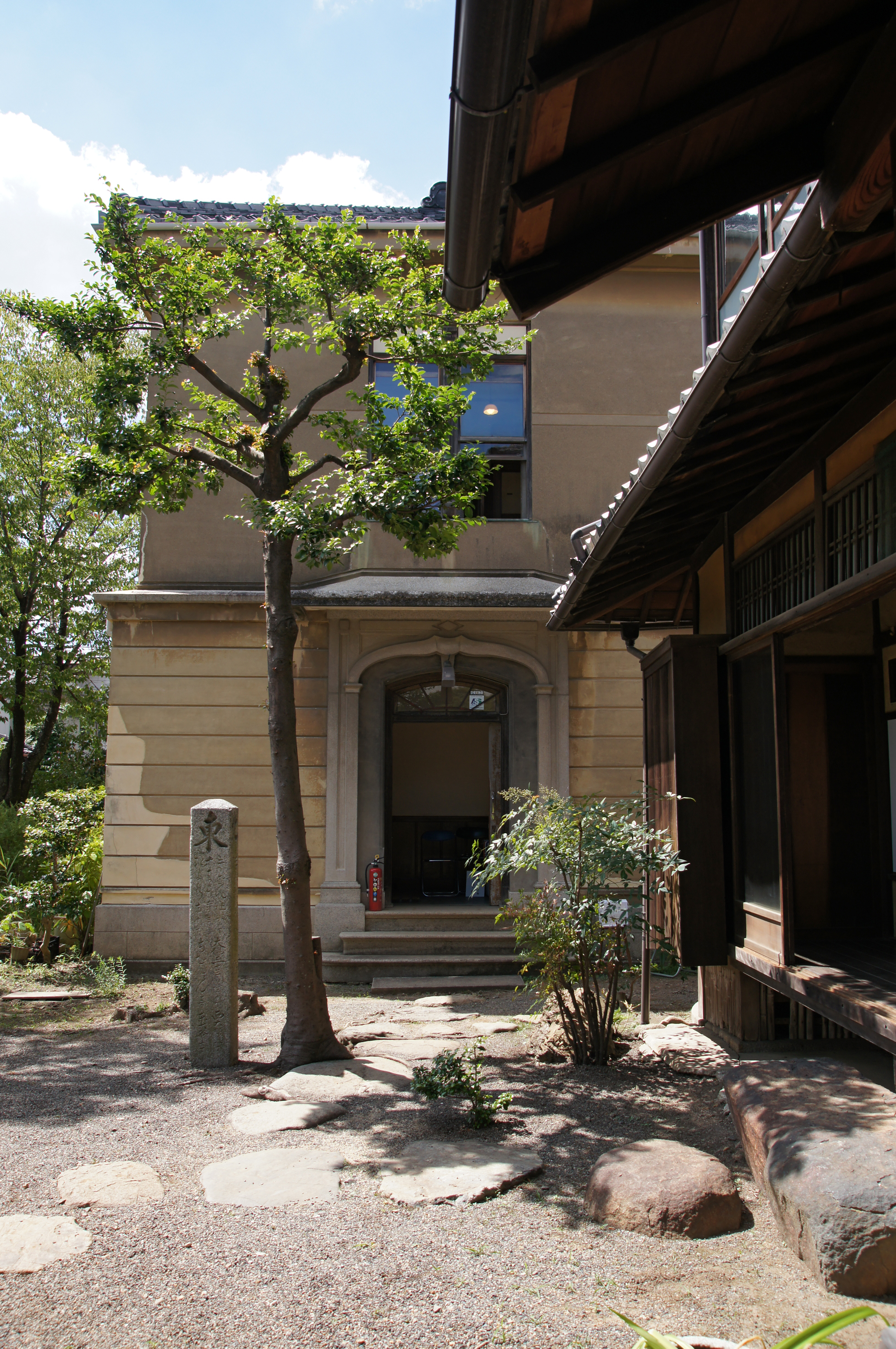
洋館

- 構造 - 木骨煉瓦造2階一部平屋建、桁行8間，梁間3間半、寄棟造、桟瓦葺、外壁モルタル塗
- 建築面積 - 107平方メートル
- 所在地 - 京都府京都市北区等持院東町56-1
- 所有者 - 特例財団法人櫻谷文庫
- 文化財登録年月日 - 国の登録有形文化財（建造物2007年05月15日登録）
- 備考 - 螺旋階段、折り上げ天井

### 画室
- 竣工 - 大正2年（1913年）

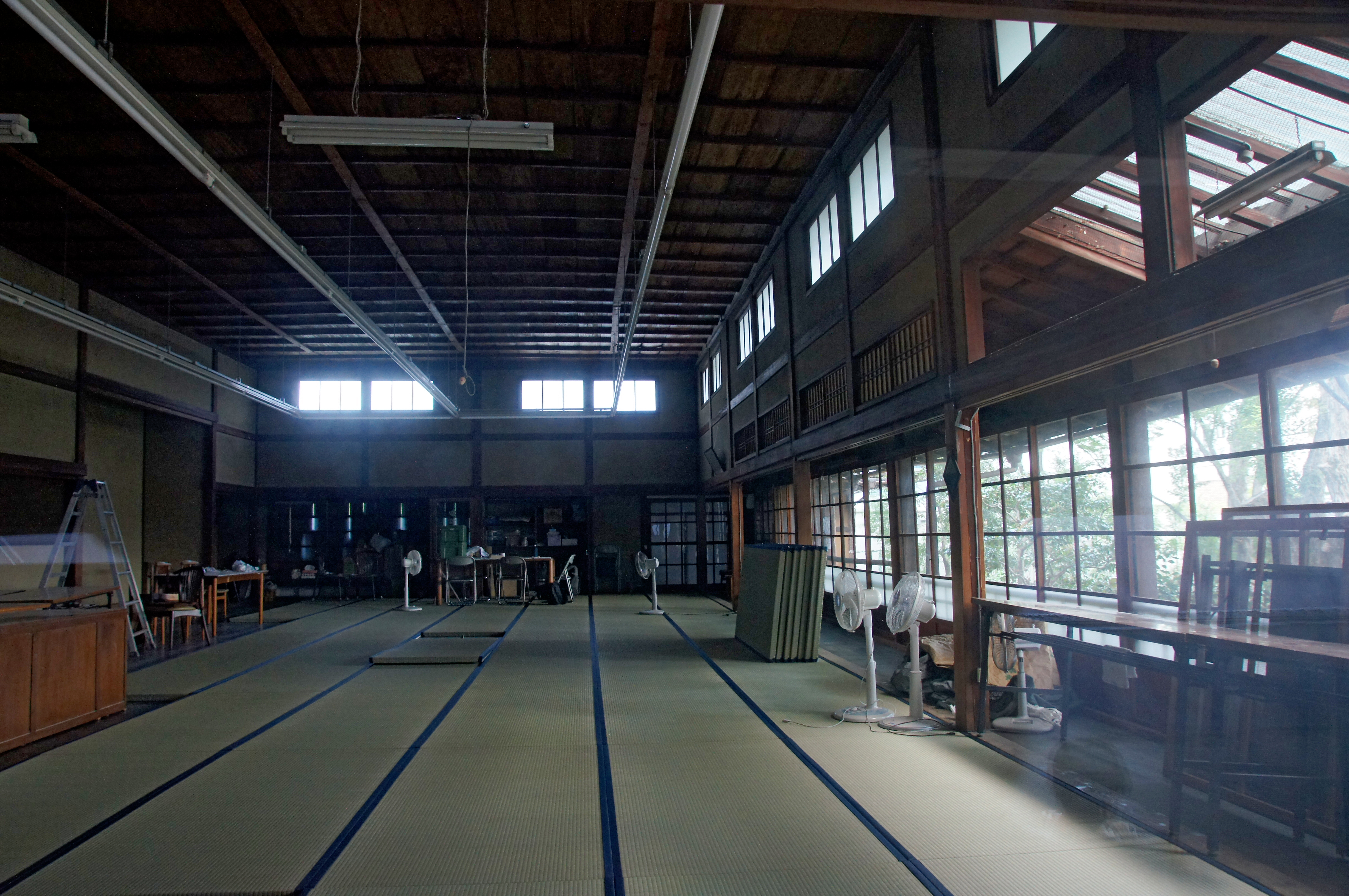
画室

- 構造 - 木造平屋建、桁行10間，梁間5間、入母屋造、瓦葺
- 建築面積 - 187平方メートル
- 所在地 - 京都府京都市北区等持院東町56-1
- 所有者 - 特例財団法人櫻谷文庫
- 文化財登録年月日 - 国の登録有形文化財（建造物2007年05月15日登録）
- 備考 - 玄関を別棟、80畳1室

## 主な所蔵作品
- 木島櫻谷『望郷』　　　昭和5年
- 木島櫻谷『画三昧』　　昭和6年
- 木島櫻谷『峡中の秋』　昭和8年
- 木島櫻谷『獅子図』　　昭和10年

## 交通アクセス
- 嵐山電車 北野白梅町駅 徒歩10分
- 京都市バス50・51・55・101・102・203・205系統で「北野白梅町」バス停下車、徒歩７分　臨時バスで「等持院東町」バス停下車、すぐ